# Pterocirrus slastnikovi
Pterocirrus slastnikovi är en ringmaskart som beskrevs av Annenkova 1946 emend. Pleijel, 1996. Pterocirrus slastnikovi ingår i släktet Pterocirrus och familjen Phyllodocidae. Arten har ej påträffats i Sverige. Inga underarter finns listade i Catalogue of Life.